# Oxypoda alternans
Oxypoda alternans är en skalbaggsart som först beskrevs av Johann Ludwig Christian Gravenhorst 1802.  Oxypoda alternans ingår i släktet Oxypoda, och familjen kortvingar. Arten är reproducerande i Sverige.